# يوم وليلة (فلم 2020)
يوم وليلة فيلم دراما مصري من إنتاج سنة 2020. الفيلم من إخراج أيمن مكرم، وتأليف يحيى فكري، وإنتاج ريمون رمسيس، ومن بطولة خالد النبوي، وأحمد الفيشاوي، ودرة، وحنان مطاوع. كان الفيلم يحمل اسم يوم مصري، ثم غُيّر إلى يوم وليلة قبل عرضه في مهرجان مالمو.

## ملخص القصة
تدور أحداث الفيلم حول أحد أمناء الشرطة، الذي يتولى البحث في بعض القضايا الإجتماعية، وخاصة تلك القضايا التي تتعلق بأزمات الفقراء داخل مولد السيدة، والمشاكل التي يتعرضون لها.

## طاقم التمثيل
| - خالد النبوي: منصور الدهبي - درة: ميرڤت - أحمد الفيشاوي: يوسف - خالد سرحان: بجاتي - حنان مطاوع - محمد عادل - حمزة العيلي | - محمد جمعة - محمد أوتاكا - علي شوقي - زينة منصور - فاضل الجارحي - فدوى عابد - رجوى حامد | - جيهان أنور - إسماعيل جمال - سلمى صبري - محمد قضا - هاجر عفيفي - شادي أسعد: كابتن محروس | - رنا ايمن - ميرنا ياسر الدريني: طفلة - يوسف حسام: طفل - هنا زهران: سماح - طفلة - سامي مغاوري - أحلام الجريتلي |

- بالإشتراك مع: مجدي عبيد- محمد الغريب- شادي إسحاق- محسن مبارك- سمر متولي- علي حسن- دينا قابيل- نيفين سمير- محمد عبد الفتاح كالابالا- جورج غبور- أمنية العربي- محمد المغربي- أحمد صالح- إبراهيم صلاح- بثينة ماهر- محمد فتحي- مجدي سرور- اسراء العربي- محمود جامايكا- أحمد عوني- سامر المنياوي- إبراهيم عمران- سامية السيد- زياد محمد علي- فاتن عباس- تامر محمد تيتو- أحمد فهمي- هويدا- خالد حمدي- أسامة كمال- محمد يحيى- فاتن حمدان- جنا خطاب

## التسويق
طرحت الشركة المنتجة لفيلم يوم وليلة البرومو التشويقي للفيلم عبر موقع اليوتيوب في 26 سبتمبر 2019 قبل صدور الفيلم بمدة طويلة في 1 يناير 2020. روج عدد من طاقم التمثيل للفيلم عن طريق صفحاتهم على مواقع التواصل الإجتماعي، كما حضر خالد النبوي عرض الفيلم مع الجمهور في أحد دور العرض.

## الإصدار
دخل صناع فيلم يوم وليلة في أزمة مع الرقابة علي المصنفات الفنية قبل أن تسمح بطرح الفيلم في دور العرض يوم 6 يناير، وذلك علي بسبب علاقة صداقة وحب جمعت شاب مسيحي بفتاة مسلمة ضمن الأحداث.

### الجوائز
شارك الفيلم في مهرجان الدار البيضاء للفيلم العربي في المغرب في دورته الثانية، وحصل فيه أحمد الفيشاوي على جائزة أفضل ممثل، وحصلت حنان مطاوع على جائزة تقديرية. كما تم اختيار الفيلم من قبل إدارة مهرجان مالمو للسينما العربية للعرض في ختام فعاليات الدورة التاسعة وهو العرض العالمي الأول للفيلم.

## وصلات خارجية
- مقالات تستعمل روابط فنية بلا صلة مع ويكي بيانات